# Miss Surda Brasil 2012
Miss Surda Brasil 2012 foi a primeira edição do concurso nacional Miss Surda Brasil que tem o intuito de eleger, dentre todas as candidatas deficiente auditivas dos estados participantes, a que melhor possa representar a beleza e a cultura do seu país no Miss Deaf World e Miss Deaf International. O evento ocorreu no Clube Ideal, em Fortaleza, estado do Ceará. Foram 14 candidatas disputando pelo primeiro título, conquistado pela cearense Bruna Barroso de 25 anos. 

## Resultados
| Colocação         | Estado                         |
| Miss Surda Brasil | - Ceará - Bruna Barroso        |
| 2º. Lugar         | - Mato Grosso - Reany Oliveira |
| 3º. Lugar         | - São Paulo - Amanda Moltner   |

### Premiação Especial
- O concurso distribuiu somente uma premiação este ano:

| Premiação     | Estado                                     |
| Miss Simpatia | - Rio Grande do Norte - Rayonara Rodrigues |

## Desempenhos Internacionais

### Miss Surda Mundo
- A cearense Bruna Barroso, vencedora do concurso nacional foi à Praga, na República Checa para competir no certame internacional de Miss Deaf World 2012. A brasileira ficou na vigésima segunda colocação e não obteve nenhuma premiação especial. A grande vencedora foi a alemã Karin Keuter de 20 anos. O certame teve a participação de cinquenta candidatas. [2]

### Miss Surda Internacional
- O segundo lugar perseguiu a mato-grossense Reany de Oliveira. A candidata ficou não só na segunda colocação nacional como também na internacional. Reany foi vice-campeã do certame Miss Deaf International 2012 que fora realizado em Ankara, na Turquia. O concurso internacional teve mais de trinta candidatas aspirantes ao título. [3]

## Candidatas
- Todas as catorze candidatas aspirantes ao título nacional estão listadas corretamente abaixo: [4]

| Miss Surda Brasil 2012 |                     |                    |
| Numeração              | Estado              | Candidata          |
| 01                     | Alagoas             | Elizabeth Souza    |
| 03                     | Bahia               | Deiziane Mota      |
| 03                     | Ceará               | Bruna Barroso      |
| 04                     | Distrito Federal    | Karen Marques      |
| 05                     | Maranhão            | Camilla Passos     |
| 06                     | Mato Grosso         | Reany Oliveira     |
| 07                     | Minas Gerais        | Andréia Batista    |
| 08                     | Pernambuco          | Hellayne Cardoso   |
| 09                     | Piauí               | Rebeca Couto       |
| 10                     | Rio de Janeiro      | Karolina Santos    |
| 11                     | Rio Grande do Norte | Rayonara Rodrigues |
| 12                     | Santa Catarina      | Emanuelly Smith    |
| 13                     | São Paulo           | Amanda Moltner     |
| 14                     | Sergipe             | Bárbara Maia       |